# Pallavolo agli XI Giochi panamericani - Torneo maschile
Il X campionato di pallavolo maschile ai Giochi panamericani si è svolto dall'11 al 18 agosto 1991 a L'Avana, a Cuba, durante gli XI Giochi panamericani. Al torneo hanno partecipato 6 squadre nazionali nordamericane e sudamericane e la vittoria finale è andata per la quarta volta a Cuba.

## Squadre partecipanti
| - Argentina - Brasile - Canada - Cuba - Porto Rico - Stati Uniti |

## Fase finale

### Finali 1º e 3º posto
|  | 1º posto - 4º posto | 1º posto - 4º posto | 1º posto - 4º posto |         |      | 1º/2º posto | 1º/2º posto | 1º/2º posto |  |
|  |                     |                     |                     |         |      |             |             |             |  |
|  | Cuba                | Cuba                | 3                   |         |      |             |             |             |  |
|  | Cuba                | Cuba                | 3                   |         |      |             |             |             |  |
|  | Argentina           | Argentina           | 0                   |         |      |             |             |             |  |
|  | Argentina           | Argentina           | 0                   |         | Cuba | Cuba        | 3           |             |  |
|  |                     |                     |                     |         | Cuba | Cuba        | 3           |             |  |
|  |                     |                     | Brasile             | Brasile | 0    |             |             |             |  |
|  | Brasile             | Brasile             | Brasile             | Brasile | 0    | 3           |             |             |  |
|  | Brasile             | Brasile             |                     |         |      | 3           |             |             |  |
|  | Stati Uniti         | Stati Uniti         | 0                   |         |      | 3º/4º posto | 3º/4º posto | 3º/4º posto |  |
|  | Stati Uniti         | Stati Uniti         | 0                   |         |      |             |             |             |  |
|  |                     |                     |                     |         |      |             |             |             |  |
|  |                     |                     |                     |         |      | Argentina   | Argentina   | 3           |  |
|  |                     |                     |                     |         |      | Argentina   | Argentina   | 3           |  |
|  |                     |                     |                     |         |      | Stati Uniti | Stati Uniti | 1           |  |

## Classifica finale
| Classifica | Squadre     |
| ---------- | ----------- |
|            | Cuba        |
|            | Brasile     |
|            | Argentina   |
| 4          | Stati Uniti |
| 5          | Porto Rico  |
| 6          | Canada      |